# George Jonaširo
George Jonaširo (* 28. listopad 1950) je bývalý japonský fotbalista.

## Klubová kariéra
Hrával za Yomiuri.

## Reprezentační kariéra
George Jonaširo odehrál za japonský národní tým v roce 1985 celkem 2 reprezentační utkání.

## Statistiky
| Japonsko | Japonsko | Japonsko |
| Roky     | Záp.     | Góly     |
| -------- | -------- | -------- |
| 1985     | 2        | 0        |
| Celkem   | 2        | 0        |